# San Carlos (Kolumbia)
San Carlos – miasto w Kolumbii, w departamencie Antioquia.